# Betty Davis

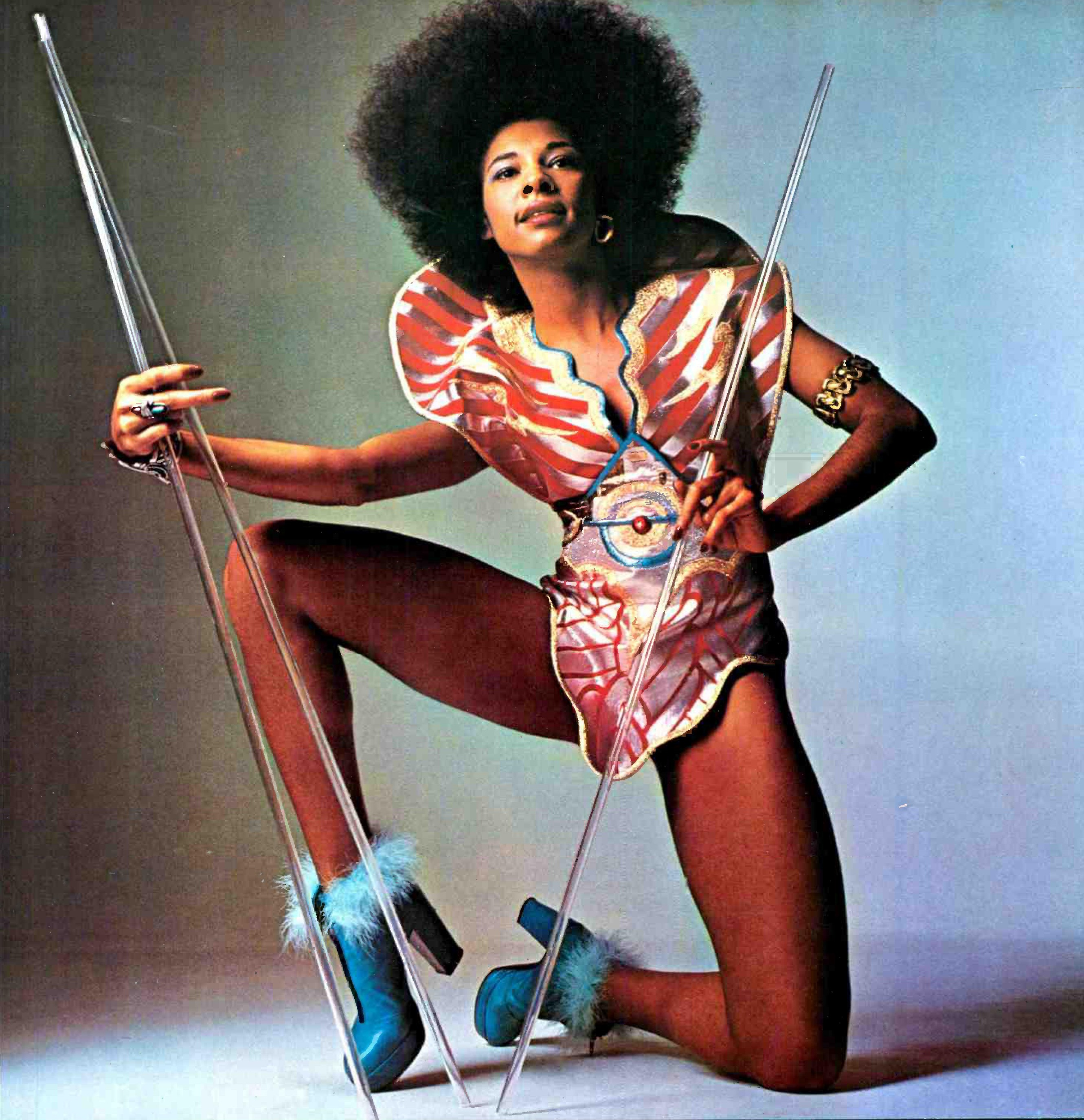
Betty Davis im Jahr 1974

Betty Davis (* 26. Juli 1944 als Betty Gray Mabry in Durham, North Carolina; † 9. Februar 2022 in Homestead, Pennsylvania) war eine US-amerikanische Sängerin.

## Karriere
Sie wurde 1944 als Betty Mabry in Durham geboren. Als sie zehn Jahre alt war, zog die Familie nach Homestead, einem Vorort von Pittsburgh, wo ihr Vater Henry eine Arbeit in einem Stahlwerk annahm. Im Alter von 17 Jahren ging sie nach New York City, um Modedesign zu studieren. Sie arbeitete als Model und Managerin eines Nachtclubs, um ihr Studium zu finanzieren. So kam sie mit Musikern wie Jimi Hendrix und Sly Stone in Kontakt. 
1967 lernte sie Miles Davis kennen, und die beiden heirateten im September 1968. Auf dem Cover des 1969 veröffentlichten Miles-Davis-Albums Filles de Kilimanjaro ist ihr Gesicht abgebildet. Obwohl die Ehe nur ein Jahr dauerte, führte ihr Einfluss dazu, dass Davis seine Musik neu ausrichtete. Das Ergebnis war das Album Bitches Brew.
Die geschiedenen Eheleute blieben einander verbunden, und sie wurde von Miles Davis ermutigt, eigene Musik aufzunehmen. 1973 veröffentlichte sie ihr erstes Album Betty Davis, an dem viele renommierte Musiker beteiligt waren, darunter:
- Gitarrist Neal Schon (Journey, Carlos Santana)
- Schlagzeuger Greg Errico (Sly & the Family Stone)
- Bassist Larry Graham (Sly & the Family Stone und Namensgeber von Graham Central Station)
- Schlagzeugerin Patryce Banks (Graham Central Station)
- Schlagzeuger Willie Sparks (Graham Central Station)
- Trompeter Hershall Kennedy (Graham Central Station)
- Trompeter Greg Adams (Tower of Power)
- Trompeter Michael Gillette (Tower of Power)
- The Pointer Sisters

Ihr zweites Album, They Say I’m Different von 1974, wurde in die Liste The Wire’s „100 Records That Set the World on Fire (While No One Was Listening)“ aufgenommen und gilt als ihr Meisterwerk.

„Zu hören ist eine Musik, die deutlich vom Blues geprägt wurde, die dunkel groovt, manchmal roh rockt und dann wieder edel leuchtet. Dazu faucht und stöhnt und quietscht und flüstert Betty Davis ihre Texte, in denen sie das damals gängige Frauenbild mit schwerem Hammer zertrümmert. Das ist Funk, scharf serviert, und der Sound und die selbstbewusste Art, wie Davis ihn darreichte, beeinflussten später Prince und Madonna.“

1975 erschien ihr drittes Album Nasty Gal bei Island Records, bei dem der kommerzielle Erfolg ausblieb. 1976 nahm sie eine weitere LP auf, die aber nicht veröffentlicht wurde. Sie ging für einige Monate in ein japanisches Schweigekloster und zog dann zurück nach Homestead. Nachdem sie sich in den 1980er aus der Öffentlichkeit zurückgezogen hatte, starb sie hier im Februar 2022 im Alter von 77 Jahren.

## Rezeption

### Film
- Betty Davis – The Queen of Funk. (OT: Betty Davis – La reine du Funk.) Dokumentarfilm, Frankreich, 2018,52:31 Min., Buch und Regie: Phil Cox, Produktion: arte France, Native Voice Films, La Compagnie des Taxi-Brousse, Erstsendung: 9. März 2018 bei arte.[7]

### Tributealbum
Im Februar 2015 veröffentlichten Mahalia Barnes & The Soul Mates das Album The Betty Davis Songbook, an dessen Aufnahme auch Joe Bonamassa mitgewirkt hat. Die auf CD und LP verfügbare Aufnahme enthält Coverversionen von zwölf Songs, die Davis geschrieben und aufgenommen hatte.

## Diskografie

### Studioalben
- Betty Davis (1973)
- They Say I’m Different (1974)
- Nasty Gal (1975)
- Is It Love or Desire (1976 – veröffentlicht 2009)
- The Columbia Years (1968–1969 – veröffentlicht 2016)

### Kompilationen
- Hangin’ Out In Hollywood (1995)
- Crashin’ From Passion (1996)
- Anti Love: The Best of Betty Davis (2000)
- This Is It (2005)
- Betty Davis – Betty Davis (2007)
- Betty Davis – They Say I’m Different (2007)